# Burg Heppenheft
Die Burg Heppenheft ist der Burgrest einer mittelalterlichen Höhenburg in Spornlage aus dem 12. Jahrhundert, zwischen Bornich und Niederwallmenach im Taunus (Rhein-Lahn-Kreis, Rheinland-Pfalz). Im Jahr 1122 ist die Burg erstmals urkundlich erwähnt, vor 1492 war sie bereits verfallen. 

## Lage
Der Burgstall liegt 500 Meter östlich der heutigen Kreisstraße 91 im Wald. Die an der Straße liegende Heppenhofmühle, wo schon seit über 500 Jahren stets eine Mühle stand, und die Flurbezeichnung „Alte Burg“ im Bereich der Ruine weisen noch auf die Existenz der einstigen Anlage hin. Westlich von ihr in 5 Kilometer Entfernung liegt der Loreleyfelsen, 3,5 Kilometer nordwestlich die Burg Reichenberg. Die Ruine ist frei zugänglich (Anfahrtsweg südlich der Heppenhofmühle rund 800 Meter).

## Geschichte der Burg und der Familie Heppenheft
Die Herren von Heppenheft sind seit 1122 urkundlich nachweisbar, der Bau der Burg fand wahrscheinlich um diese Zeit statt. Unklar ist, ob die Ritter selbst oder der Mainzer Erzbischof der Bauherr waren. Vermutlich sollte die Anlage der Kontrolle der nahe gelegenen Handelsstraße dienen.
Der Vorname des ersten urkundlich hier erwähnten Ministerialen des Erzbischofs von Mainz, Embricho von Heppenheft, im Jahr 1122 deutet auf eine Zugehörigkeit zum Haus der Embrichonen hin, die in mehreren Linien blühten und auf Embricho I. Graf im Rheingau zurückgehen, der im Jahr 1019 erwähnt ist und vor 1052 starb. Auch die Rheingrafen gehören zu diesem Familienverband. Conrad von Heppenheft war 1158 Vormund des Rheingrafen Embricho IV. 
Heinrich von Heppenheft besaß um 1250 ein Weinlehen der Bolander in Kaub (und Weisenau), das auch seine Söhne hielten. Die Familie spaltete sich um 1300 in die Linien von Rheinberg, Heppe von Heppenheft und Grans von Heppenheft (später von Rheinberg) auf. 1335 öffnet Gerlach Grans von Heppenheft die Burg den Grafen von Katzenelnbogen. 1445 war Emmerich von Heppenheft, der auch Bürgermeister von Oppenheim war, der letzte Ritter seines Geschlechts, der sich um die Burg Heppenheft kümmerte. Er verfügte über mehrere Anwesen, die er teilweise der Mainzer Kartause stiftete. Laut Urkunde vom September 1445 verzichtete er gegenüber Philipp von Katzenelnbogen auf alle Lehnforderungen. Bald darauf fehlen jegliche Nachweise, was auf ein Erlöschen der Familie hinweist (vor 1490). 1492 ist die Burg zerstört und soll nicht wieder aufgebaut werden.
1481 wird die neue Wassermühle bei Heppenheft erstmals erwähnt. 1492 vergab Pfalzgraf und Kurfürst Philipp die bereits als verfallen bezeichnete Burg Heppenheft an einen Johannes Mannheymer. Die Burg  verfiel zusehends und wurde 1740 auf Abbruch zum Bau eines Gehöftes verwendet – eine im Mittelalter bis ins späte 19. Jahrhundert hinein gängige Praxis.

## Ministerialen von Heppenheft
- Embricho von Heppenheft[1] 1122 (Embrichonen)
- Volmar von Heppenheft
- Conrad von Heppenheft, Ministeriale des Erzbischofs von Mainz, 1158 Vormund des Rheingrafen Embricho IV. 
  - Simon
  - Gerlach
  - Embricho
    - Heinrich von Heppenheft 1223
      - Emelrich => Ritter von Rheinberg und Heppe von Heppenheft
      - Embricho ohne Nachkommen
      - Conrad => Ritter Grans von Heppenheft (später von Rheinberg)

## Anlage
Die Ausmaße der Anlage lassen sich anhand ihrer Überreste nur schwer abschätzen. Heute sind nur noch wenige Relikte wie der 5 Meter tiefe Halsgraben, der die Burg einst an drei Seiten umschloss, einige Fundamente und eine mittelalterliche Brücke über den nahen Krummbach vorhanden. Am Fuß des Burgbergs befanden sich mehrere Wirtschaftshöfe.